# TEAN International 2010
Il TEAN International 2010 è un torneo professionistico di tennis giocato sulla terra rossa, che faceva parte dell'ATP Challenger Tour 2010 e dell'ITF Women's Circuit 2010. Si è giocato a Alphen aan den Rijn nei Paesi Bassi dal 7 al 12 settembre 2010.

## Partecipanti

### Teste di serie
| Nazionalità | Giocatore         | Ranking* | Testa di serie |
| ----------- | ----------------- | -------- | -------------- |
| Paesi Bassi | Robin Haase       | 83       | 1              |
| Germania    | Simon Greul       | 84       | 2              |
| Germania    | Andreas Beck      | 104      | 3              |
| Germania    | Julian Reister    | 106      | 4              |
| Paesi Bassi | Jesse Huta Galung | 144      | 5              |
| Paesi Bassi | Igor Sijsling     | 168      | 6              |
| Paesi Bassi | Thomas Schoorel   | 175      | 7              |
| Belgio      | Christophe Rochus | 185      | 8              |
| Francia     | Olivier Patience  | 212      | 9              |

- Ranking al 30 agosto 2010.

### Altri partecipanti
Giocatori che hanno ricevuto una wild card:
- Bart Brons
- Justin Eleveld
- Robin Haase
- Boy Westerhof

Giocatori passati dalle qualificazioni:
- Daniel Berta
- Thomas Cazes-Carrère
- Gianni Mina
- Jan-Lennard Struff
- Farruch Dustov (lucky loser)

## Campioni

### Singolare maschile
Jesse Huta Galung ha battuto in finale  Thomas Schoorel con il punteggio di 6(4)–7, 6–4, 6–4

### Singolare femminile
Julia Schruff ha battuto in finale  Irena Pavlović con il punteggio di 6–0, 6–3

### Doppio maschile
Farruch Dustov /  Bertram Steinberger hanno battuto in finale  Roy Bruggeling /  Bas van der Valk con il punteggio di 6–4, 6–1

### Doppio femminile
Danielle Harmsen /  Bibiane Schoofs hanno battuto in finale  Ksenija Lykina /  Irena Pavlović con il punteggio di 6–3, 6–2